# Kaman K-MAX
Kaman K-MAX (lub K-1200) – amerykański śmigłowiec w układzie Flettnera.
K-MAX powstał na przełomie lat 80. i 90. XX wieku jako projekt wojskowego śmigłowca przeznaczonego do wykonywania misji zwiadowczych, zadań łącznikowych i transportu ładunków. Na początku lat 90. XX wieku amerykańskie dowództwo stwierdziło jednak, że K-MAX nie spełnia ich oczekiwań. Śmigłowcem zainteresowały się firmy cywilne. Ze względu na swoją nietypową konstrukcję, która zapewnia stosunkowo duży udźwig, śmigłowiec K-MAX jest powszechnie wykorzystywany jako tzw. latający dźwig. W połowie lat 90. XX wieku ponownie zainteresowało się nim wojsko amerykańskie; zakupiono kilka maszyn do zaopatrywania niewielkich jednostek US Navy na morzu.
Produkcję śmigłowców K-MAX zakończono w roku 2003. Mimo to w roku 2007 rozpoczęto prace nad bezzałogową wersją K-MAX dla amerykańskiego wojska stacjonującego w Afganistanie. Dwie przebudowane maszyny wysłano na testy do Afganistanu w roku 2011.

## Historia
Pod koniec lat 80. XX wieku w firmie Kaman rozpoczęto prace nad demonstratorem śmigłowca w układzie Flettnera z przeznaczeniem dla wojska amerykańskiego. Prototyp nowej maszyny oznaczono MMIRA (Multi Mission Intermeshing Rotor Aircraft; pol. Śmigłowiec wielozadaniowy z krzyżującymi się wirnikami). Oblot nastąpił 23 grudnia 1991 roku.
Zaprojektowany śmigłowiec miał spełniać kilka ról. Miał przede wszystkim służyć do wykonywania misji zwiadowczych, zadań łącznikowych i transportu ładunków. I właśnie do tych funkcji dostosowano konstrukcję śmigłowca. Ponadto z uwagi, że w założeniu maszyna miała wykonywać również misje bezzałogowe, kabinę pilota zaprojektowano tak, aby można było ją łatwo wymontować. Jednakże na początku lat 90. XX wieku wojsko stwierdziło, że nowy śmigłowiec Kamana nie spełnia ich oczekiwań.
W związku z tym firma Kaman rozpoczęła poszukiwanie cywilnych nabywców. Cywilna maszyna otrzymała oznaczenie K-MAX. Śmigłowce ze względu na duży udźwig wykorzystywane są jako tzw. latające dźwigi. Wykorzystuje się je m.in. do transportu drewna, gaszenia pożarów, budowy wysokościowych konstrukcji stalowych i na platformach wiertniczych.
Jednakże w roku 1996 K-MAX wygrał konkurs na maszynę zdolną do zaopatrywania z powietrza niewielkich jednostek US Navy na morzu, niezależnie od pory doby. W tym celu maszyny doposażono w odpowiednie wyposażenie.
Produkcję załogowej wersji śmigłowca K-MAX zakończono w roku 2003. Ogółem powstało 38 maszyn. W 2015 roku w użyciu pozostawało 20 maszyn ze wszystkich wyprodukowanych a do 2014 roku, łączny nalot wszystkich egzemplarzy wynosił ponad 300 tys. godzin. W 2015 roku producent ogłosił wznowienie produkcji śmigłowców.
W roku 2007 dwie firmy Kaman i Lockheed Martin rozpoczęły prace nad stworzeniem bezzałogowej wersji śmigłowca K-MAX. Dwie tak zmodernizowane maszyny w roku 2011 wysłano do Afganistanu.

## Konstrukcja
Kaman K-MAX jest lekką jednosilnikową maszyną z dwoma wirnikami nośnymi w układzie Flettnera. Specyficzna konstrukcja śmigłowca jest dostosowana do pełnienia zadań latającego dźwigu. Konstruktorzy zastosowali nietypowy układ aerodynamiczny, rezygnując ze wszystkiego, co nie było niezbędne. Ponadto niewielkie gabaryty i zwarta konstrukcja umożliwia operowanie z lądowisk o niewielkich powierzchniach.
Kadłub śmigłowca K-MAX ma konstrukcję półskorupową. Charakteryzuje się małym oporem aerodynamicznym. Szerokość dolnej części kadłuba wynosi zaledwie 0,73 m. Dzięki takiej budowie kadłuba pilot ma doskonałą widoczność na boki i do dołu, co jest przydatne podczas operacji podejmowania i opuszczania ładunku. Cały ładunek przenoszony jest na zaczepie zewnętrznym pod kadłubem. Tak więc podczas startu i lądowania śmigłowiec nie jest więc obciążony niczym więcej poza masą własną, pilota i potrzebnego paliwa. Po obydwu stronach belki ogonowej zamontowano stateczniki poziome z dodatkowymi płytami brzegowymi, które poprawiają stateczność kierunkową. Zastosowanie tych rozwiązań pozwoliło na osiągnięcie relacji ciężaru użytecznego do maksymalnego ciężaru startowego wynoszącej 57% (dla porównania dla większości śmigłowców wynosi ona 35%).
W śmigłowcu K-MAX zastosowano podwozie kołowe, trójpodporowe. Koła mają niewielką średnicę tak, aby zaoszczędzić na masie śmigłowca. Ponadto podwozie wyposażone jest w niewielkie narty zapobiegające zapadaniu się w podłożu w razie konieczności lądowania na grząskim terenie lub na śniegu.
Napęd śmigłowca K-MAX stanowi jeden silnik turbowałowy Allied Signal T-53-17A-1 o mocy ok.  1800 KM. Zastosowany silnik emituje niski poziom hałasu, co zmniejsza prawdopodobieństwo jego wykrycia przez nieprzyjaciela. Zastosowana przekładnia główna jednocześnie napędza i synchronizuje dwa wirniki nośne. Śmigłowiec ze względu na zastosowany układ krzyżowy ma dwa wirniki nośne. Każdy z nich wyposażony jest w dwie kompozytowe łopaty zamontowane na wspólnym przegubie. Osie obu wirników odchylone są na zewnątrz, tak, że tworzą literę V.
Śmigłowiec posiada specjalny układ wyważający (opatentowany przez firmę Kaman), dzięki któremu układ sterowania nie wymaga żadnego wspomagania hydraulicznego, co dodatkowo obniża masę własną śmigłowca.
Cywilna wersja K-MAX pod względem wyposażenia pokładowego nie wyróżnia się żadnymi nowoczesnymi urządzeniami, ponieważ używana jest ona przeważnie w dobrych warunkach atmosferycznych. Natomiast śmigłowce K-MAX wyprodukowane na zamówienie US Navy doposażono w układ wspomagania stateczności, VOR, ILS, TACAN, DME, GPS i reflektory pokładowe tak, aby możliwe było wykorzystywanie maszyn podczas lotów według przyrządów. US Navy przyznała także maszynie K-MAX certyfikat uprawniający do wykonywania lotów IFR nocą nad obszarami morskimi.

## Wariant bezzałogowy

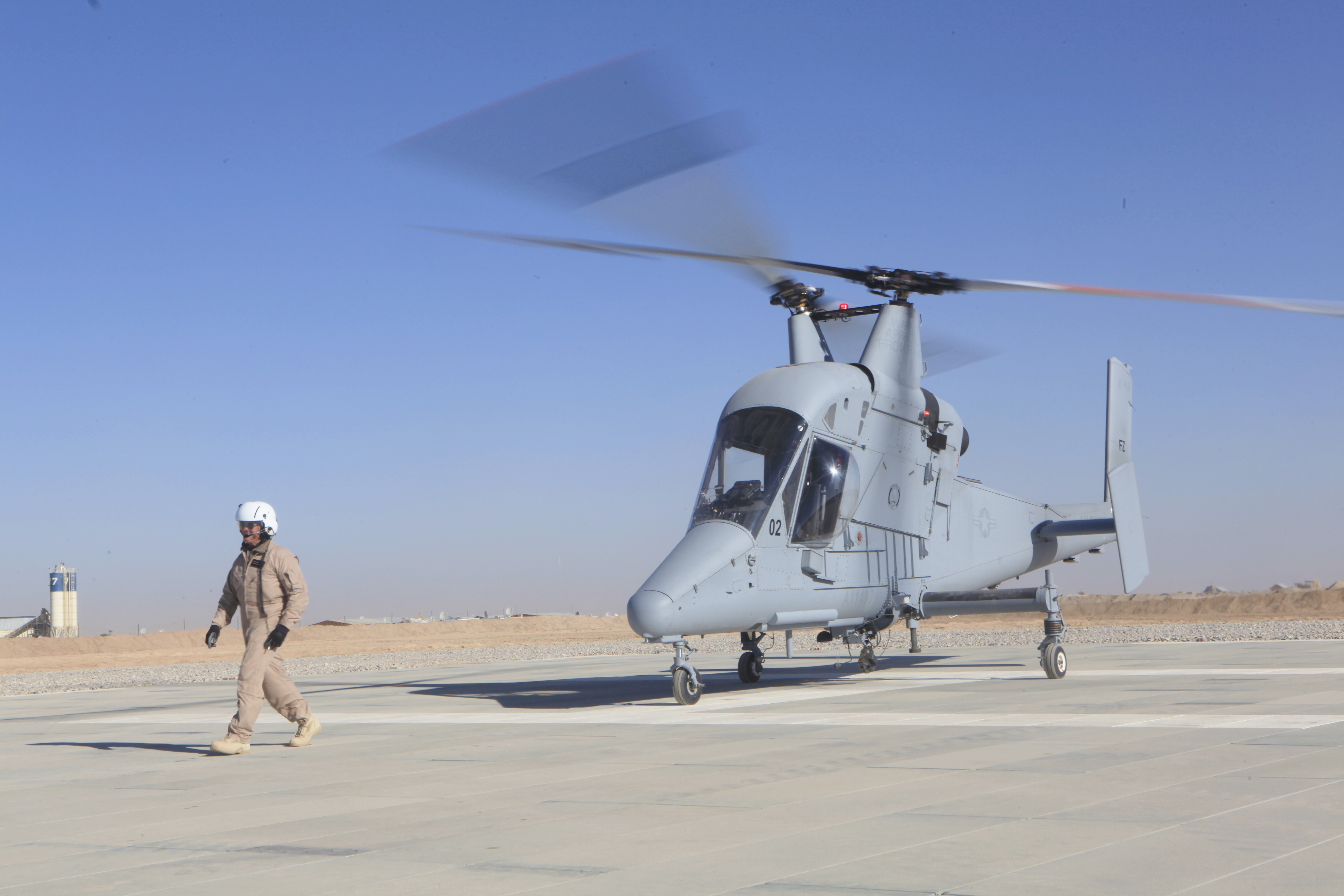
Bezzałogowy K-MAX w Afganistanie

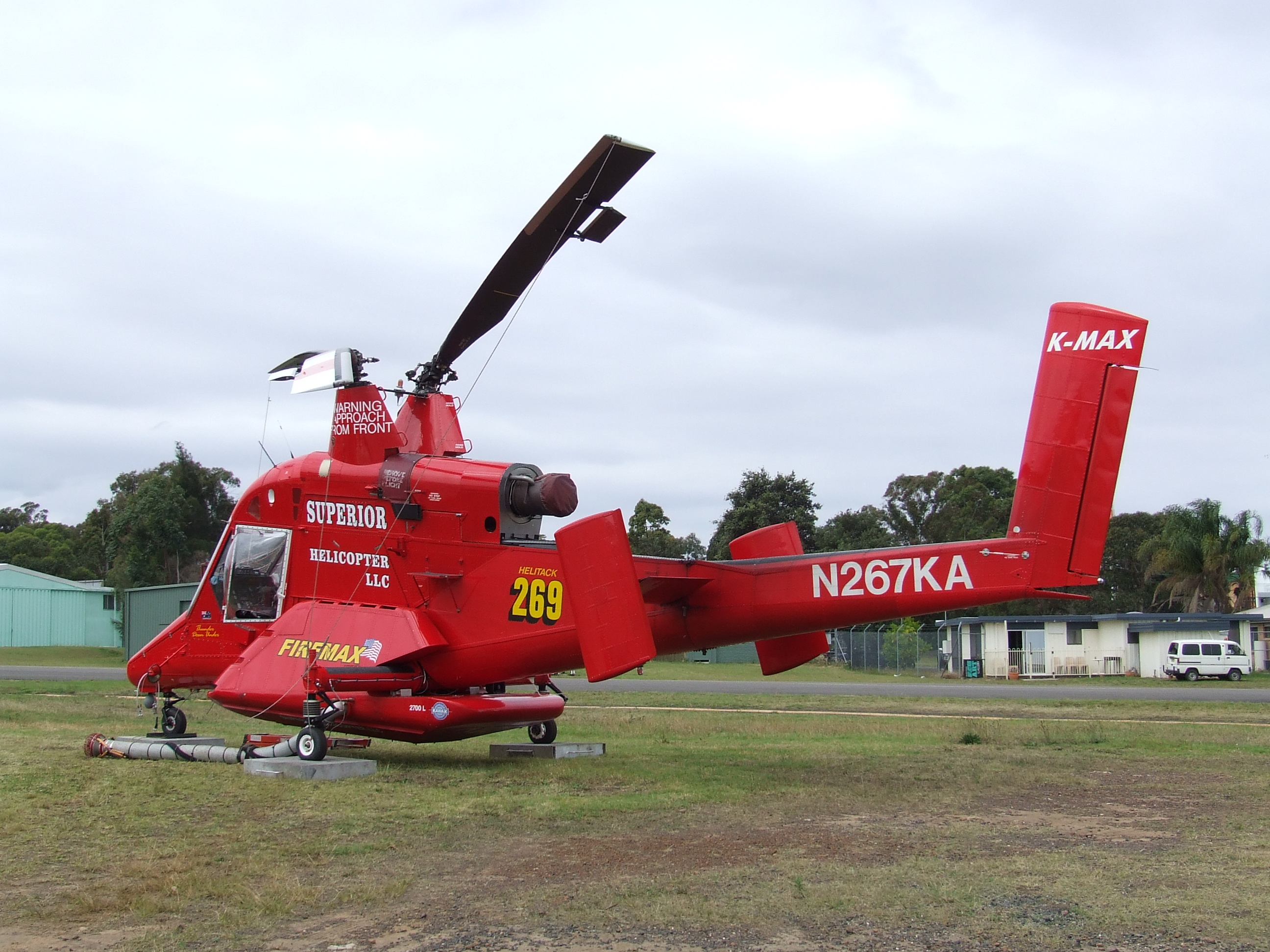
Śmigłowiec K-MAX wykorzystywany do gaszenia pożarów

Prace nad bezzałogowym wariantem śmigłowca K-MAX na potrzeby wojny w Afganistanie rozpoczęto w roku 2007. Zajęły się tym dwie firmy Kaman i Lockheed Martin. Możliwości nowej maszyny zademonstrowano w kwietniu i listopadzie 2008 roku w bazach US Army i USMC: Fort Eustis oraz Quantico. 45 minutowy lot obejmował autonomiczny start i lądowanie oraz przewożenie na haku zewnętrznym ładunku o masie 1361 kg. W latach 2009–2011 przeprowadzano kolejne testy: w różnych warunkach klimatycznych, loty w nocy, a także loty obejmujące zrzuty ładunków na spadochronach oraz loty z koszem przystosowanym do ewakuacji osób. Dobre wyniki testów spowodowały podjęcie decyzję o wysłaniu dwóch bezzałogowych śmigłowców K-MAX do Afganistanu tak, aby sprawdzić ich możliwości podczas realnego konfliktu.
Dwa śmigłowce K-MAX dostarczono do Afganistanu w listopadzie 2011 roku. Testy rozpoczęto 17 grudnia 2011 roku. Początkowo miały one trwać sześć miesięcy, jednakże na wniosek jednostek USMC korzystających z nich testy te przedłużono.
Koszt przebudowy dwóch śmigłowców K-MAX do wersji bezzałogowej i opracowanie 3 stacji kierowania naziemnego wyniósł 45,8 mln USD.

## Użytkownicy niecywilni
- Kolumbia: Ejército Nacional de Colombia[8]
- Peru: Policía Nacional del Perú[8]
- Stany Zjednoczone: United States Armed Forces:
  - US Navy[1]
  - USMC
- Stany Zjednoczone: Departament Stanu USA[1]

## Służba
Cywilne śmigłowce Kaman K-MAX wykorzystywane są na terenie obydwu Ameryk, a także w Europie i Azji. Wykorzystuje się je do transportu drewna, gaszenia pożarów, budowy wysokościowych konstrukcji stalowych, a także na platformach wiertniczych.
Do przykładów zastosowań cywilnych maszyn K-MAX należą: dostarczanie słupów wysokiego napięcia (w całości) do niedostępnych miejsc w górach w Norwegii, usuwanie wraków samochodów w Europie Zachodniej podczas powodzi tysiąclecia, stawianie wież wiertniczych w Boliwii oraz gaszenie pożarów w Australii.
Pod koniec 2011 roku dwie bezzałogowe maszyny K-MAX wysłano do Afganistanu, gdzie pełnią zadania transportowe. 5 czerwca 2013 roku rozbił się jeden z dwóch bezzałogowych śmigłowców K-MAX używanych przez USMC w Afganistanie.